# Fastighetsägarna och byggherrarna i Finland
Fastighetsägarna och byggherrarna i Finland (finska: Suomen toimitila- ja rakennuttajaliitto RAKLI) är en finländsk intresseorganisation för fastighetsägare och -investerare. 
Organisationen, som har sitt säte i Helsingfors, bildades 1997 genom sammanslagning av två äldre organisationer och representerar sina medlemmar i ärenden som berör bland annat lagstiftning och beskattning. Organisationen utgör även ett nätverk där branschfolk kan diskutera och utveckla sina erfarenheter och idéer. År 2002 organisationen 400 medlemmar i form av privata och offentligägda fastighetsbolag, investerare och förvaltningsbolag samt 87 köpcentra. År 2010 var antalet medlemmar omkring 170.